# Hans Helmut Prinzler
Hans Helmut Prinzler (* 23. September 1938 in Berlin; † 18. Juni 2023 ebenda) war ein deutscher Filmwissenschaftler und Autor.

## Leben
Prinzler wuchs zunächst in Berlin, ab 1952 in Oberndorf am Neckar auf. Nach dem Abitur studierte er zwischen 1958 und 1966 an den Universitäten in München und Berlin Publizistik, Theaterwissenschaft und Germanistik. Im Anschluss arbeitete er zunächst als wissenschaftlicher Assistent am Institut für Publizistik an der Freien Universität Berlin. 1969 wechselte er an die Deutsche Film- und Fernsehakademie Berlin, wo er zehn Jahre lang als Studienleiter tätig war. 1979 wurde er Referent für Veranstaltungen und Publikationen bei der Stiftung Deutsche Kinemathek in Berlin und übernahm 1990 nach dem Tod des langjährigen Direktors Professor Heinz Rathsack deren Leitung. Von September 2000 bis zu seiner Pensionierung im März 2006 war er zudem Direktor des neu gegründeten und der Kinemathek angegliederten Filmmuseums Berlin: "Als neues Logo gab es ein M", schrieb er zur Eröffnung, "es stand für Museum, aber auch für Marlene, 'Metropolis' und Fritz Langs großen Film 'M'." Aus Anlass seiner Pensionierung wurde die Bibliothek der Kinemathek nach ihm benannt.
Mit seiner organisatorischen Arbeit unterstützte er die Berlinale und war für das Festival lange Jahre als Leiter der Filmreihe Retrospektive verantwortlich. Ab 1996 war Prinzler Mitglied der Berliner Akademie der Künste. Dort war er zuerst von 1997 bis 2000 Vize-Direktor, dann von 2000 bis 2009 Direktor der Abteilung Film- und Medienkunst. Von 2009 bis 2012 war er Vorsitzender des Rundfunkrats des rbb. Von 2010 bis 2014 war er Kurator beim Hauptstadtkulturfonds Berlin.

## Auszeichnungen
- 2001: Verdienstorden des Landes Berlin
- 2006: Berlinale Kamera
- 2007: Bundesverdienstkreuz I. Klasse
- 2009: Deutscher Kritikerpreis (Fachgruppe Film)

## Filmografie (Auswahl)
- 2007/2008: Auge in Auge – Eine deutsche Filmgeschichte, Regie und Drehbuch zusammen mit Michael Althen

## Schriften
Prinzler ist Mitautor und Herausgeber mehrerer Bücher über Themen des Films:
- mit Hanns Fischer, Ulrich Gregor und Peter Michel Ladiges: François Truffaut. München 1974.
- mit Hans Günter Pflaum: Film in der Bundesrepublik Deutschland. Hanser, München u. a. 1979, ISBN 3-446-12434-9.
- mit Antje Goldau: Spielberg. Filme als Spielzeug. (= Edition Filme, Reihe. Band 3). Mit Beiträgen von Fritz Göttler. Filmland, München 1985, ISBN 3-88690-062-2.
- als Herausgeber mit Wolfgang Jacobsen: Käutner (= Edition Filme. 8). Wissenschafts-Verlag Volker Spiess, Berlin 1992, ISBN 3-89166-159-2.
- als Herausgeber mit Wolfgang Jacobsen und Anton Kaes: Geschichte des deutschen Films. J. B. Metzler, Stuttgart u. a. 1993, ISBN 3-476-00883-5.
- als Herausgeber mit Gabriele Jatho: New Hollywood 1967–1976. Trouble in Wonderland (= Retrospektive. 2004). Bertz, Berlin 2004, ISBN 3-86505-154-5.
- Licht und Schatten. Die grossen Stumm- und Tonfilme der Weimarer Republik. 335 Filmbilder von „Mutter Krause“ bis „Dr. Mabuse“. Schirmer Mosel, München 2012, ISBN 978-3-8296-0588-5.